# Трудолюбове
Трудолю́бове (до 1948 року — Карач, крим. Qaraç) — село Сімферопольського району Автономної Республіки Крим.
Орган місцевого самоврядування — Чистенська сільська рада.

## Опис
Розташоване у верхів'ї річки Західний Булганак, над селом знаходиться найбільша вершина Зовнішнього пасма — Бадана.
Лежить за 5 км від південно-західній околиці Сімферополя, найближча залізнична платформа — 1473 км.
Населення становить 323 особи.